# St. Bonifatius (Böblingen)

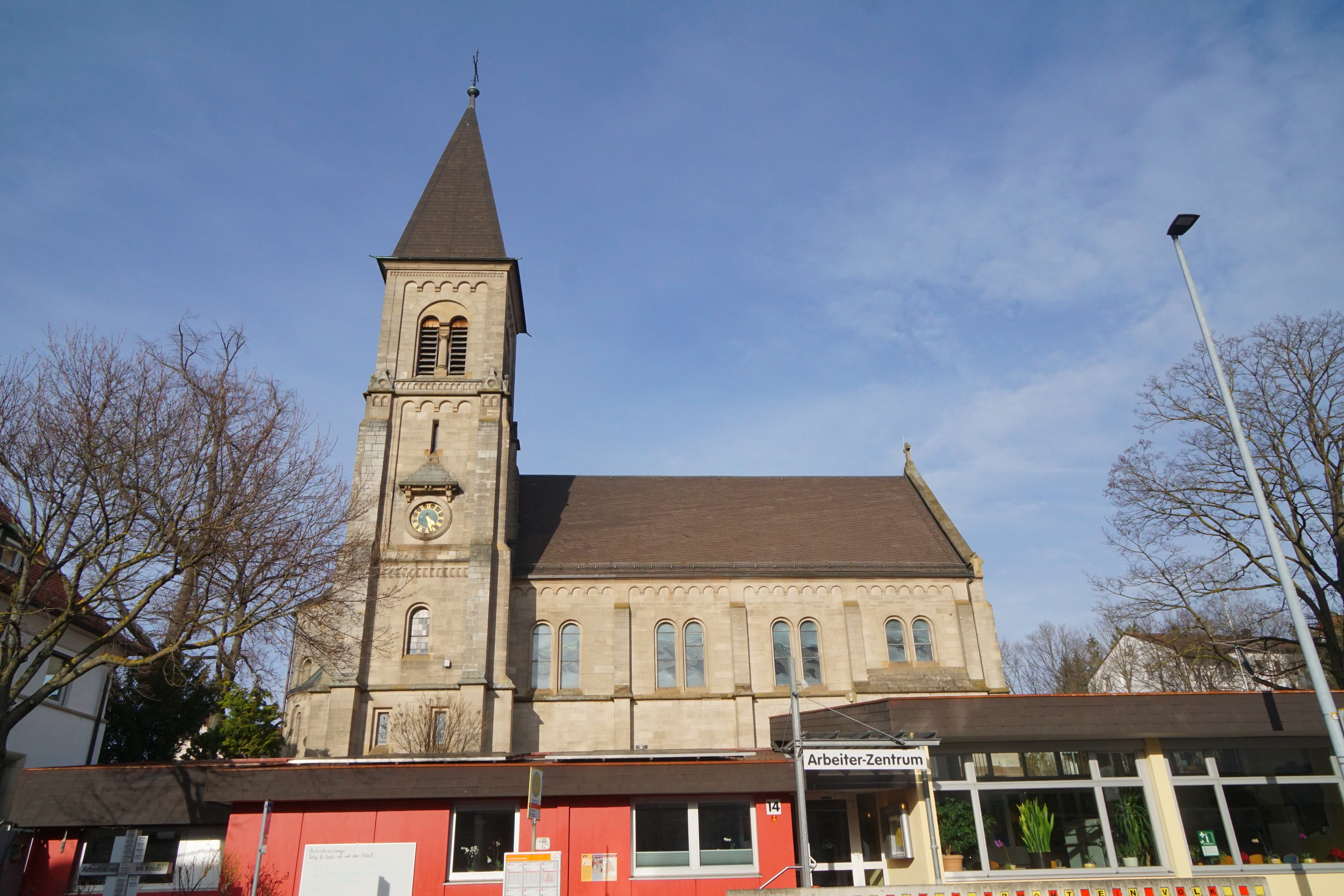
St. Bonifatius in Böblingen

Die römisch-katholische Pfarrkirche St. Bonifatius steht in Böblingen, der Kreisstadt des Landkreises Böblingen in Baden-Württemberg. Das Bauwerk ist beim Landesamt für Denkmalpflege Baden-Württemberg als Baudenkmal eingetragen. Die Kirchengemeinde gehört zum Dekanat Böblingen in der Diözese Rottenburg-Stuttgart.

## Beschreibung
Die neuromanische Saalkirche wurde 1900 aus Quadermauerwerk erbaut. Sie besteht aus einem von Strebepfeilern gestützten Langhaus, einem eingezogenen Chor mit Apsis im Nordwesten und einem ebenfalls von Strebepfeilern gestützten Chorflankenturm in der nordwestlichen Ecke von Langhaus und Chor. Unter der Dachtraufe des Satteldaches des Langhauses befindet sich ein Bogenfries. Das oberste Geschoss des Chorflankenturms beherbergt hinter den als Biforien gestalteten Klangarkaden den Glockenstuhl. Darauf sitzt ein Pyramidendach.
Der Innenraum des Langhauses ist mit einer Holzbalkendecke unterhalb des Kehlbalkendachs überspannt, der des Chors mit einem Stichkappengewölbe. In der Apsis befindet sich ein Mosaik nach einem Entwurf von Max Seliger. Die Orgel auf der Empore wurde 1971 von  Gebr. Späth Orgelbau errichtet.